# Cilindru motor
- Acest articol se referă la cilindru motor, spațiul unde are loc ciclul oricărui motor. Pentru orice alte sensuri, vedeți Cilindru (dezambiguizare) .

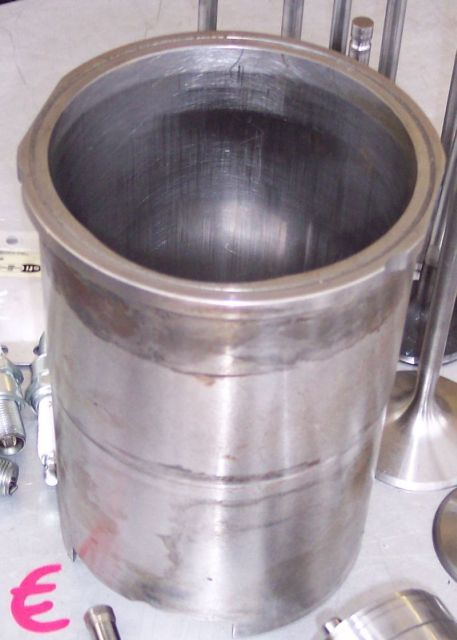
Cămașă de cilindru motor demontabilă

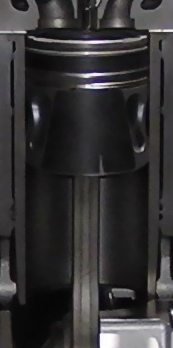
Cilindru de tip umed (secționat) și piston

Cilindrul motor, este spațiul de lucru pentru desfășurarea ciclului motor, unde pistonul (unul sau două ) se deplasează în interiorul lui într-o mișcare rectilinie - alternativă. Acest spațiu este practicat în blocul motor în momentul turnării blocului motor, fiind inamovibil sau poate fi construit separat fiind un cilindru ca piesă demontabilă. Cilindrul motor se obține prin turnare din fontă aliată fiind prelucrat în partea interioară foarte fin (honuire), până la obținerea unei suprafețe interioare dorite. 
Cilindrii amovibili au în exterior canale destinate etanșării spațiului de răcire cu lichid. Cilindri se montează în bloc prin presare, având suprafețe de ghidare în acest scop. În cazul motoarelor cu răcire cu aer, cămășile cilindrilor au în exterior nervuri de întărire și aripioare pentru mărirea suprafeței de răcire. Ele sunt montate între carter și chiulasă cu prezoane sau șuruburi, care sunt fixate în împrejurul cilindrilor din carter la chiulasă.
Cilindrii nedemontabili sunt de tip umed, iar cămășile de cilindri demontabile pot fi de tip umed sau uscat. Numerotarea cilindrilor se face de la volant sau din partea opusă a acesteia. 
Numărul cilindrilor poate fi par sau impar. Cilindrii motorului sunt montate în blocul cilindrilor sau în carter perpendicular (90º) pe direcția axei arborelui cotit. 
După poziția și unghiul între axele cilindrilor, motoarele se clasifică în mai multe tipuri de motoare.